# Стрижавська сільська рада
| Стрижавська сільська рада — колишній орган місцевого самоврядування у Ставищенському районі Київської області з адміністративним центром у с. Стрижавка. Історична дата утворення: 22 липня 1994 року. Сільській раді були підпорядковані населені пункти: - с. Стрижавка - с. Веселе |

## Склад ради
Рада складалась з 12 депутатів та голови.

### Керівний склад ради
| ПІБ                     | Основні відомості                                   | Дата обрання | Дата звільнення |
| ----------------------- | --------------------------------------------------- | ------------ | --------------- |
| Вертецька Раїса Іллівна | Сільський голова, 1969 року народження, освіта вища | 26.10.2016   |                 |

Примітка: таблиця складена за даними джерела